# Honda Accord
Pour les articles homonymes, voir Accord.
La Honda Accord est une berline du constructeur automobile japonais Honda. Depuis 1976, huit générations se sont succédé.
Depuis la première génération, la Honda Accord a évolué tant au niveau de ses dimensions, passant du gabarit d’une berline compacte à celui d’une berline familiale, qu’au niveau de ses équipements et de ses motorisations de qualité, qui ont contribué à faire de ce modèle une référence sur le marché nord américain.
Cette berline de qualité a toutefois été peu commercialisée sur le marché français, par rapport aux automobiles appartenant au même segment et à périodes comparables.

## Première génération (1976 - 1981)
La première génération de la Honda Accord est commercialisée en 1976 en carrosserie 3 portes et une motorisation 1,6 litre essence de 68 ch. L'Accord est plus grande que la Civic avec une longueur de 4,12 m et un empattement de 2,38 m, pour un poids approximatif de 910 kg.
En 1977, la gamme vient s'enrichir d'une carrosserie 4 portes.
En 1978, l'Accord est équipée de la climatisation sur la finition LX.
En 1979, la gamme est complétée d'une nouvelle motorisation 1,8 litre de 72 ch.
En 1980, la boîte de vitesses automatique à 2 rapports est remplacée par une boîte à 3 rapports.
En 1981, la finition SE, avec sièges en cuir.
| Modèle            | Modèle    | 1.6         | 1.8     |
| ----------------- | --------- | ----------- | ------- |
| Carburant         | Carburant | essence     | essence |
| Type (1)          | Type (1)  | L4          | L4      |
| Cylindrée         | cm3       | 1 600/1 602 | 1 751   |
| Puissance fiscale | CV        | 6           | -       |
| Puissance         | ch        | 68          | 72      |
| Couple            | N m       | -           | -       |
| Masse             | kg        | 910         | -       |
| Conso. normalisée | l/100 km  | -           | -       |
| Vitesse maxi      | km/h      | -           | -       |
| 0–100 km/h        | s         | -           | -       |

(1) L4 : moteur 4 cylindres transversal
.

## Deuxième génération (1981 - 1985)
La deuxième génération est d’abord commercialisée au Japon et en Europe en 1981, puis en Amérique du Nord à partir de 1982. C’est la première Honda fabriquée sur le sol américain dans l’usine de Marysville, Ohio. Dès son lancement et durant 15 ans, l’Accord est une référence parmi les modèles japonais. L’importante amélioration des contrôles qualité a permis de faire de ce modèle l’un des plus fiables du marché américain, ce qui est toujours le cas aujourd’hui.
Au Japon, un modèle similaire est commercialisé à la même époque, sous l’appellation Honda Vigor.
Par rapport à la première génération, l’habitacle et l’aspect extérieur ont été modernisés mais la motorisation EK1 CVCC de 1 751 cm3 (75 ch) est conservée. Ce bloc moteur a tout de même été retravaillé afin de diminuer la consommation de carburant de l’ordre de 15 %. L’Accord intègre toutes les valeurs esthétique de l’époque : tapis en laine, intérieur velours et inserts de chrome. Elle est disponible dans les coloris : argent, beige et bleu ciel. La finition LX propose une horloge à affichage numérique et permet une baisse de la consommation de carburant grâce à une diminution du poids. Les modèles japonais et européens reçoivent des feux avant aérodynamiques, tandis que les modèles nord-américains sont équipés de feux avant rectangulaires et de balises arrière conformément à la législation américaine.
En 1983, une nouvelle boîte de vitesses à 4 rapports est proposée en option. La finition SE (Special Edition) apparaît au catalogue. Cette finition comprend des sièges en cuir, des vitres électriques, un toit ouvrant à commande électrique et un système de verrouillage. Un nouveau coloris est proposé en option : gris ardoise.
En 1984, les modèles produits en Amérique égalent en qualité ceux produits au Japon. La carrosserie est légèrement restylée (calandre), les modèles restylés sont aussi appelés deuxième série de la deuxième génération. Une nouvelle motorisation ES2 CVCC, 1 829 cm3 de 86 ch, vient compléter la gamme. La finition LX s’étoffe avec : un intérieur velours, un autoradio cassette stéréo, une climatisation, des freins et une direction à gestion électronique, des vitres électriques, un verrouillage électrique, une horloge à affichage numérique, une antenne placée sur le toit, des baguettes de protection noires installées des deux côtés et intégrées aux pare-chocs, ainsi que des enjoliveurs de roues semblables à ceux de l’Audi 5000. Aux États-Unis, la berline en gris ardoise est un succès, les listes d’attente n’en finissent pas. Par contre, les coloris argent, beige et bleu ciel sont supprimés du catalogue et remplacés par un coloris blanc.
En 1985, la finition SE-i rejoint le catalogue d’options. Elle reprend les composants de la finition SE et y ajoute des vitres teintées, un système audio haut de gamme, des jantes de quatorze pouces et surtout une nouvelle motorisation essence à injection (d’où l’ajout du –i à l’appellation SE) 12 soupapes de 1 955 cm3 de 110 ch. Ce bloc moteur est le premier à ne pas disposer de la technologie CVCC, c’est aussi le moteur de base de Honda dans les années 1980.

## Troisième génération (1985 - 1989)
La troisième génération de l’Accord est commercialisée au Japon et en Europe en 1985 et dans le reste du monde en 1986. Ce modèle a un design attirant, d’aspect proche de la deuxième génération. Les différences se situent au niveau des phares avant escamotables (comme une Toyota Sprinter Trueno), originale pour une berline, mais aussi des feux arrière spécifiques. Une version avec des phares avant fixes est apparue en 1987 pour les marchés européen et japonais.
Cette Accord est la première Honda à utiliser un système à double triangle de suspension à l’avant et à l’arrière – une technologie utilisé par la suite sur la Civic et la Prelude de 1988 et de l’Integra de 1990 – bien que plus coûteux que le système MacPherson, ce dispositif fournit une meilleure stabilité et tenue de route du véhicule. De série l’Accord est équipée de barre anti-roulis. Les freins à disques avant et arrière à doubles pistons (modèle japonais Si) ou les freins à disques avant et arrière à simple piston ou les freins à disques avant à simple piston et freins à tambours arrière sont disponibles en option. L’ABS est proposé en option sur les modèles équipés de freins à disque, mais pas pour le marché nord-américain. Les modèles de base sont disponibles avec des jantes acier de 13 pouces et le haut de gamme avec des jantes alliage de 14 pouces.
L’accord est disponible avec différentes motorisations :
- Au Japon : A18A, A20A, B18A, B20A et A20A3(des États-Unis).

- En Europe : A16A1, A20A1, A20A2, A20A3, A20A4 et B20A2, B20A8.

- Aux États-Unis et au Canada : A20A1, et A20A3, BS/BS1, BT/BT1.

L’habitacle est disponible en plusieurs finitions d’un niveau spartiate à un niveau luxe. Au Japon l’Accord est vendue avec les options : intérieur cuir, sièges chauffant, rétroviseurs extérieurs chauffants, tableau de bord numérique et climatisation. La version « Aerodeck », carrosserie 3 portes semblable à un break pour le marché japonais et européen, dispose de sièges “Recaro”. Afin de conserver l’image de constructeur bon marché de Honda, ces options ne sont pas disponibles à l’exportation.
À travers le monde l’Accord existe en plusieurs carrosseries : berline 4 portes, coupé 2 portes, 3 portes et break de chasse 3 portes "Aerodeck" (non disponible aux États-Unis et au Canada).
En Amérique du Nord, l’Accord est proposé avec 4 niveaux de finition. En entrée de gamme, la finition DX, disponible sur la berline et la version 3 portes, comprend un contrôleur de vitesse, une vitre arrière dégivrante, une horloge à affichage numérique, des vitres à commande manuelle, des rétroviseurs à commande manuelle, un système de verrouillage manuel, un système audio, un rétroviseur intérieur et des pare-chocs non peints.
La finition LX constitue le milieu de gamme. En plus des équipements de la finition DX, elle intègre une climatisation, des vitres électriques, des rétroviseurs électriques, un système de verrouillage électrique, un autoradio AM/FM cassette, des pare-chocs  peints de la couleur de la carrosserie, un accoudoir arrière et des barres anti-roulis plus grandes.
Les finitions DX et LX sont disponibles avec la motorisation A20A1 de 98 ch.
En 1986 les moteurs à carburateur sont identifiés par les lettres BS et les moteurs à injection par les lettres BT.
La finition haut de gamme, LX-i, inclut un toit ouvrant électrique (coupé et berline uniquement), des jantes alliage 14 pouces (berline uniquement), des barres anti-roulis à l’arrière et un lecteur de cassette audio. Cette finition est disponible avec une motorisation à injection de 110 ch (A20A3).
En 1988, la commercialisation du coupé entraîne un restylage de la berline : pare-chocs, face avant (feux, calandre, capot), feux arrière. D’autres modifications sont apportées comme :
- l’installation de barres anti-roulis plus grandes afin d’améliorer la tenue de route ;

- la puissance du moteur à injection est portée à 120 ch.

Le coupé Accord est le premier véhicule de la marque à être exclusivement assemblé aux États-Unis et importé au Japon.
La finition SE-i est proposée à partir de 1989, elle comprend des sièges en cuir, des supports de verre, une installation audio Bose, des vitres teintées, des jantes alliage 14 pouces, un échappement à deux sorties et des freins à disques. Elle est disponible sur la berline et le coupé en deux coloris.

## Quatrième génération (1989 - 1993)
En 1989 apparaît la quatrième génération de l’Accord, construite sur la base du châssis CB. Pour la première fois, elle n’est pas disponible en version 3 portes. Autre première : au Japon, elle est distribuée par le réseau Honda Clio. Au Japon, un modèle voisin (légère variante par rapport à l’Accord) nommé Ascot est commercialisé en même temps. Parallèlement, la Honda Vigor évolue de son côté pour devenir un modèle à part entière, recevant un moteur 5 cylindres en ligne.
C’est l’une des premières voitures au monde à disposer de verres de phare transparents et de 4 roues directrices (2.2i 4WS). Tous les modèles non américains sont motorisés par un 4 cylindres de 2,2 litres à injection à gestion électronique.
Cette génération descend directement de la première génération de l’Acura Legend. Plus grande que la précédente génération, elle approche les dimensions de la Ford Taurus. Elle est pourtant toujours classée parmi les "compactes". Les finitions LX-i et EX-i de la troisième génération ne sont pas reconduits. Sur le marché nord-américain, elle est proposée en finitions DX, LX, EX et EX-R (uniquement pour le Canada). Dans certains pays, la finition EX est aussi appelée "Extra". La motorisation 4 cylindres 125 ch d’entrée de gamme est disponible en finitions DX et LX. Sur la finition DX, le contrôleur de vitesse est supprimé et la climatisation devient une option. Quant à la finition LX, elle conserve les mêmes équipements que sur la précédente génération. Enfin la finition EX, disponible avec une motorisation plus puissante de 10 ch grâce à l’élargissement du collecteur d’admission et de l’échappement, inclut des jantes en alliage de 15 pouces, un toit ouvrant, un intérieur cuir amélioré, une double sortie d’échappement, des barres anti-roulis à l’arrière et un autoradio cassette.
Afin de respecter la réglementation sur la sécurité NHTSA, à partir de 1990 tous les modèles sont équipés de ceintures de sécurité à déclenchement automatique. Ce système est remplacé en 1992 par l’installation de coussins gonflable de sécurité (« airbags »).
De nouvelles options sont proposées comme une boîte de vitesses automatique 4 rapports à gestion électronique et couplée à un embrayage hydraulique, un lecteur CD, un chargeur 6 CD, des antibrouillards à l’avant, un système d’alarme, des rangements, etc.
En 1991, Honda lance la version break construite à Marysville et exportée en Europe (conduite à gauche et conduite à droite). Le break est uniquement disponible en finition LX et EX, il dispose en série d’un coussin de sécurité latéral, côté conducteur, supplémentaire. Une nouvelle finition SE vient enrichir le catalogue et inclut : un intérieur cuir haut de gamme, une boîte de vitesses automatique, l’ABS, deux coloris (carrosserie argent métallisé et intérieur noir graphite ou carrosserie bleu britannique métallisé et intérieur ivoire) et des coussins gonflables de sécurité côtés conducteur et passager. La finition SE n’est disponible qu’en berline avec une nouvelle motorisation de 140 ch.
L’Accord est légèrement restylée en 1992. Ainsi, l’avant et l’arrière adoptent des formes plus arrondies. Le coupé et la berline reçoivent une nouvelle calandre, de nouveaux feux avant, des bas de caisse moulés et de nouvelles jantes. La finition SE n’est plus proposée. La finition EX est accessible avec le moteur de 140 ch et est complétée par un système anti-vol de l’autoradio, ainsi que par l’ABS. Sur les finition LX et EX le soutien lombaire est abandonné au profit de l’accoudoir conducteur. Un kit "gold" est ajouté au catalogue des options.
Pour fêter les 10 ans de production aux États-Unis, Honda commercialise une série spéciale disponible en trois coloris : blanc arctique, noire perle et vert perle. Cette série est basée sur la finition LX à laquelle est rajouté l’ABS, des freins à disques, des jantes alliage de 15 pouces, des baguettes latérales de protection peintes et une boîte de vitesses automatique.
La finition SE est réintroduite sur la berline et le coupé. Cette finition comprend le double coussin gonflable de sécurité, une installation audio Bose, une boîte automatique, un intérieur cuir couleur ivoire, des baguettes latérales de protection peintes et un bécquet spécifique sur le coupé. Au Canada, la finition SE intègre aussi des sièges chauffant et des rétroviseurs extérieurs chauffants. Le coupé et la berline sont équipés de jantes en alliage spécifique. Tous les modèles de berline en finition SE sont fabriqués au Japon et les coupés en finition SE aux États-Unis (l'aileron du 2/4 portes japonais est ajouté sur ce modèle uniquement). La berline est proposée en deux coloris : argent métallisé et vert perle. Le coupé est, lui, disponible en deux coloris : argent métallisé et bleu atlantique.
Une version à hard-top escamotable est commercialisée au Japon sous le nom Ascot Innova. Cette version adopte un design différent, inspiré par la Honda Prelude de 1991.

## Cinquième génération (1993 - 1997)
En 1993, Honda commercialise la cinquième génération conçue sur le châssis CD et opte pour une présentation plus cossue. Plus large mais moins longue que sa devancière, l’Accord n’est plus reconnue comme "compacte" en Amérique du Nord. Au Japon, elle vient ainsi chapeauter les modèles Ascot et Rafaga.
C’est la première Accord dont les modèles américains et européens sont distincts. La berline pour l’Europe est assemblée en Grande-Bretagne dans l’usine de Swindon. Ce modèle ne repose pas directement sur le châssis CD, mais plutôt sur une évolution du châssis CB déjà utilisé pour la Honda Ascot Innova. Le coupé et le break sont, quant à eux, construits aux États-Unis. Le constructeur anglais Rover, partenaire de Honda, commercialise durant cette même période un modèle sur la base de l’Accord appelé Rover 600.
En Amérique du Nord l’Accord est disponible en finition DX, LX et EX pour les États-Unis et en finition EX-R pour le Canada. Cette génération s’accompagne de l’amélioration de la boîte automatique à 4 rapports, d’un habitacle plus ergonomique avec en série deux coussins gonflables et des renforts latéraux. La finition EX est accessible avec une motorisation 4 cylindres VTEC de 2,2 litres (annoncée pour 145 ch, elle fait réellement 130 ch) et comprend l’ABS (en option sur LX), des jantes alliage 15 pouces (qui sont réellement des 14 pouces en acier), des freins à disques, une barre anti-roulis à l’arrière et un intérieur cuir (en option). L’Accord est désignée Voiture Étrangère de l’Année aux États-Unis. Le coupé ressemble exactement à la berline en version 2 portes et pour la dernière fois le break est commercialisé en Amérique.
En 1995, le moteur V6 de 2,7 l (C27) de l’Acura Legend est proposé sur le marché américain, afin de concurrencer les modèles V6 de la Ford Taurus, Mazda 626 et Toyota Camry. Avec la motorisation V6 sont livrées une double sortie d’échappement, une boîte automatique à 4 rapports, des jantes alliage de 15 pouces et une calandre spécifique. Le reste de la gamme évolue très peu, mis à part la palette de coloris. En Nouvelle-Zélande le moteur V6 est remplacé par un 4 cylindres de 2,4 litres avec la finition EX.
En 1996, l’Accord arbore un design plus huppé : pare-chocs plus arrondis, face avant légèrement modifiée, nouveaux phares avant et nouveaux feux arrière. Toutes les motorisations sont conçues suivant les exigences du bureau fédéral (OBD II). Pour plus de compétitivité, la direction de Honda décide d’utiliser une plate-forme commune pour toutes les Accord sixième génération, tout en proposant des carrosseries et dimensions adaptées à chaque marché.
En 1997 Honda commercialise une version "Special Edition" (rien à voir avec la finition SE). Celle-ci est proposée en trois coloris : gris métallisé, rouge San-Marin et noir perle. Elle inclut un système de sécurité, un système de verrouillage sans clé, un lecteur CD, des baguettes latérales de protection peinte, des jantes alliage spécifiques, un toit ouvrant et une boîte de vitesses automatique. Cette version est disponible avec toutes les motorisations de la finition LX.

## Sixième génération (1997 - 2002)
La sixième génération est commercialisée à partir de 1998.
Cette Accord est assemblée au Royaume-Uni dans les usines Honda / Rover et subit un léger restylage en 2001, marquant notamment la disparition de l'antenne électrique au profit d'une antenne conventionnelle.
Quatre finitions sont disponibles en France :
- "LS" en entrée de gamme (avec le 1.6l essence)
- "ES" en milieu-haut de gamme
- "ES Innova" (disponible uniquement avec le 2.0l essence et apportant d'origine un équipement pléthorique, comprenant entre autres le régulateur de vitesses, le toit ouvrant électrique, la climatisation automatique, la sonorisation BOSE 5.1 avec chargeur 6 CD, etc.)
- "ES Innova Navi", dernière finition se distinguant de la précédente exclusivement par la présence d'un GPS intégré à la console centrale.

▪[Honda Accord "LX" avec un moteur de 2.3l essence en 2001, avec moteur F23a1] autre
| Modèle (1)            | Modèle (1) | 1.6 VTEC | 1.8 VTEC | 2.0 VTEC | 2.3 VTEC (2)                          | V6 (2)  | Type R  | TD (3) |
| --------------------- | ---------- | -------- | -------- | -------- | ------------------------------------- | ------- | ------- | ------ |
| carburant             | carburant  | essence  | essence  | essence  | essence                               | essence | essence | diesel |
| Type (4)              | Type (4)   | L4       | L4       | L4       | L4                                    | V6      | L4      | L4     |
| Cylindrée             | cm3        | 1 590    | 1 850    | 1 997    | 2254                                  | 2 997   | 2 157   | 1 994  |
| Puissance fiscale     | CV         | 7 CV     | 9 CV     | 10 CV    | 10 CV                                 | 14 CV   | 14 CV   | 7 CV   |
| Puissance             | ch         | 116      | 136      | 147      | 150                                   | 200     | 212     | 105    |
| Couple                | N m        | 140      | 175      | 185      | 205                                   | 265     | 215     | 210    |
| Masse (5)             | kg         | -        | 1 357    | -        | -                                     | 1 478   | 1 330   | -      |
| Conso. normalisée (5) | l/100 km   | -        | 7,4      |          | 10,4 en ville et 7,1 pour l'autoroute | -       | -       |        |
| Vitesse maxi (5)      | km/h       | -        | 207      | 209      | 245                                   | 225     | 231     | -      |
| 0–100 km/h (5)        | s          | -        | 9,58     | -        | 9,+                                   | 8,3     | 7,6     | -      |

(1) Modèles européens.
(2) Coupé uniquement.
(3) Motorisation fournie par Rover.
(4) L4 : moteur 4 cylindres en ligne / V6 : moteur 6 cylindres en V.
(5) Caractéristiques correspondant à la berline 4 portes équipée d’une boîte de vitesses manuelle.

## Septième génération (2002 - 2007/2008)
La septième génération est vendue depuis 2002 sur le marché européen. Le modèle commercialisé en Europe, produit au Japon, est totalement différent de celui du marché nord-américain.

### Europe

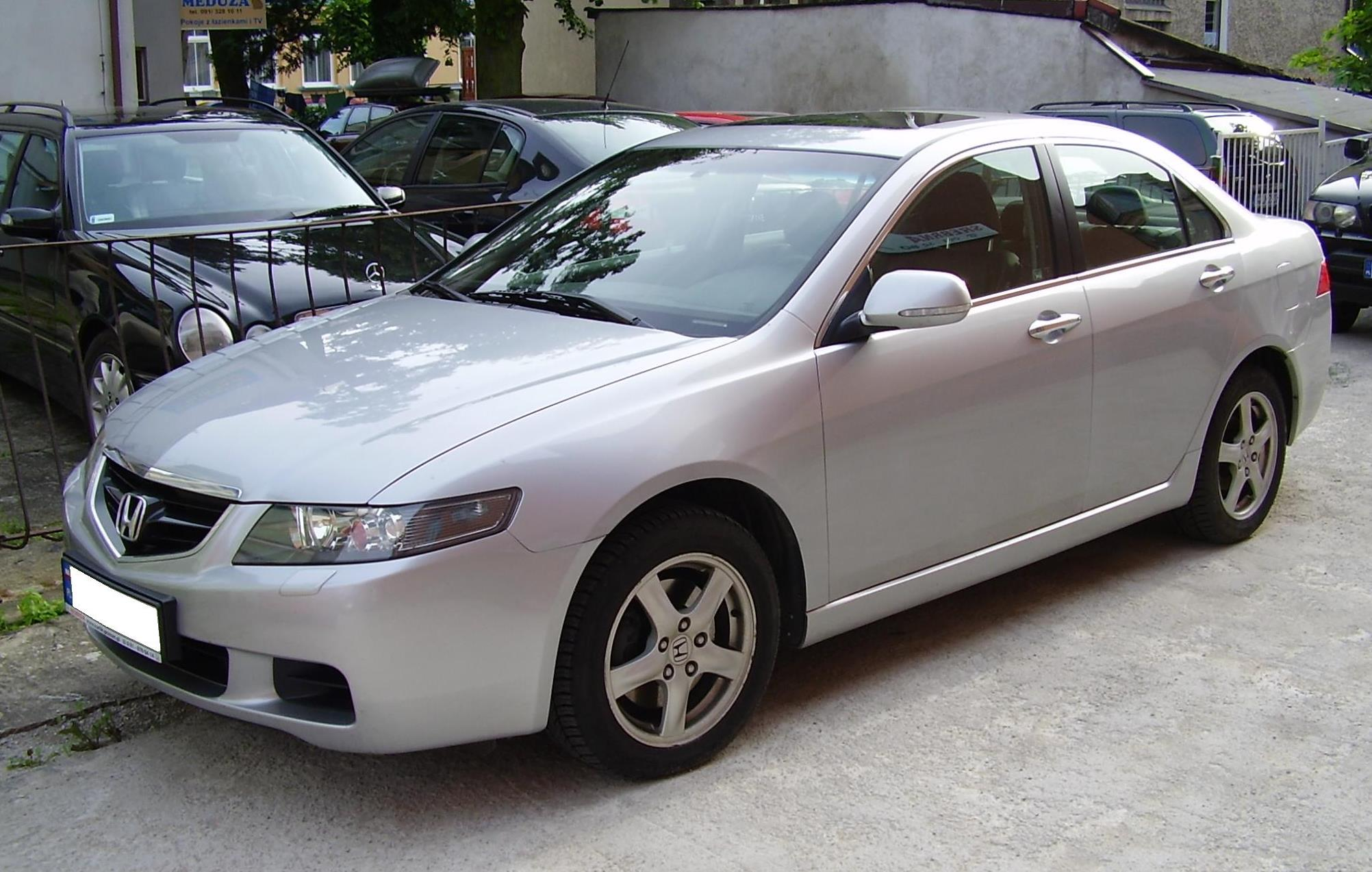
Accord 7e génération
version Europe et Japon

Pour l’Europe, l’Accord est déclinée en berline 4 portes apparue en février 2002 et en break nommé Tourer apparu en avril 2003. L’Accord est équipée de motorisations 4 cylindres essence de 2 litres (155 ch) et 2,4 litres (190 ch), mais aussi diesel depuis décembre 2003 pour la berline et mars 2004 pour le break avec le 2,2 litres de 140 ch ; ce moteur est la première motorisation diesel conçue par Honda, les précédents moteurs diesel proposés par la marque étant d'origine Peugeot ou Isuzu.
Fin 2005, la carrosserie est légèrement retouchée, notamment au niveau de la calandre avec l’intégration d’une barre au centre.
L’Accord européenne est produite au Japon où elle est également diffusée mais en assez petite quantité.

### Japon
L'Accord vendue au Japon est celle qui est diffusée en Europe. La gamme japonaise ne comprend pas le diesel et se décline donc uniquement en motorisations essence : un 2 litres de 152 ou 155 ch, un 2,4 litres de 160 ou 200 ch, ainsi qu’une version sportive Euro-R dont le 2 litres est porté à 220 ch. Elle est aussi disponible avec transmission intégrale.
Au Japon, l'Accord américaine est en fait également diffusée sous l'appellation Inspire. Il s'agit alors d'un modèle importé.

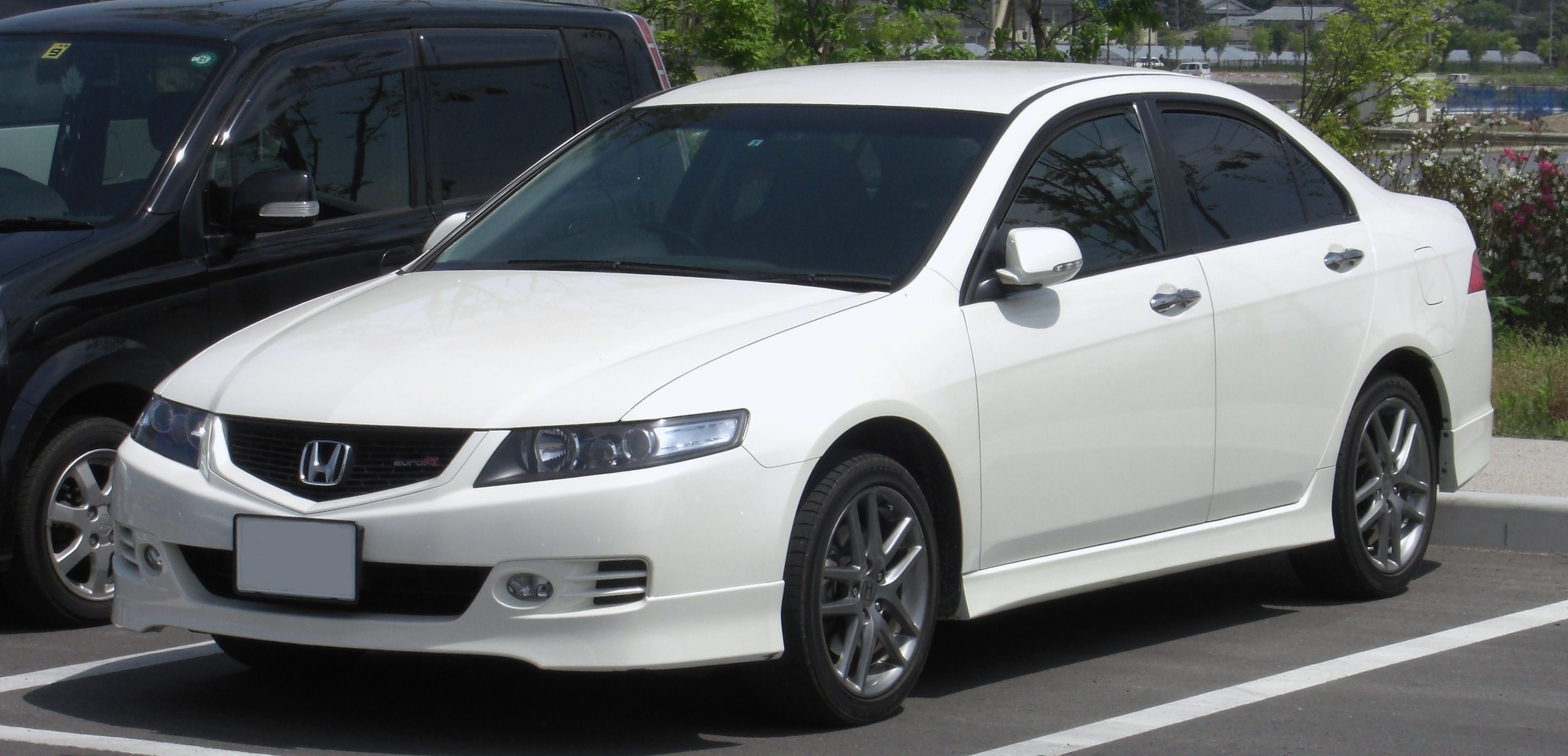
Honda Accord Euro R

### Amérique du Nord

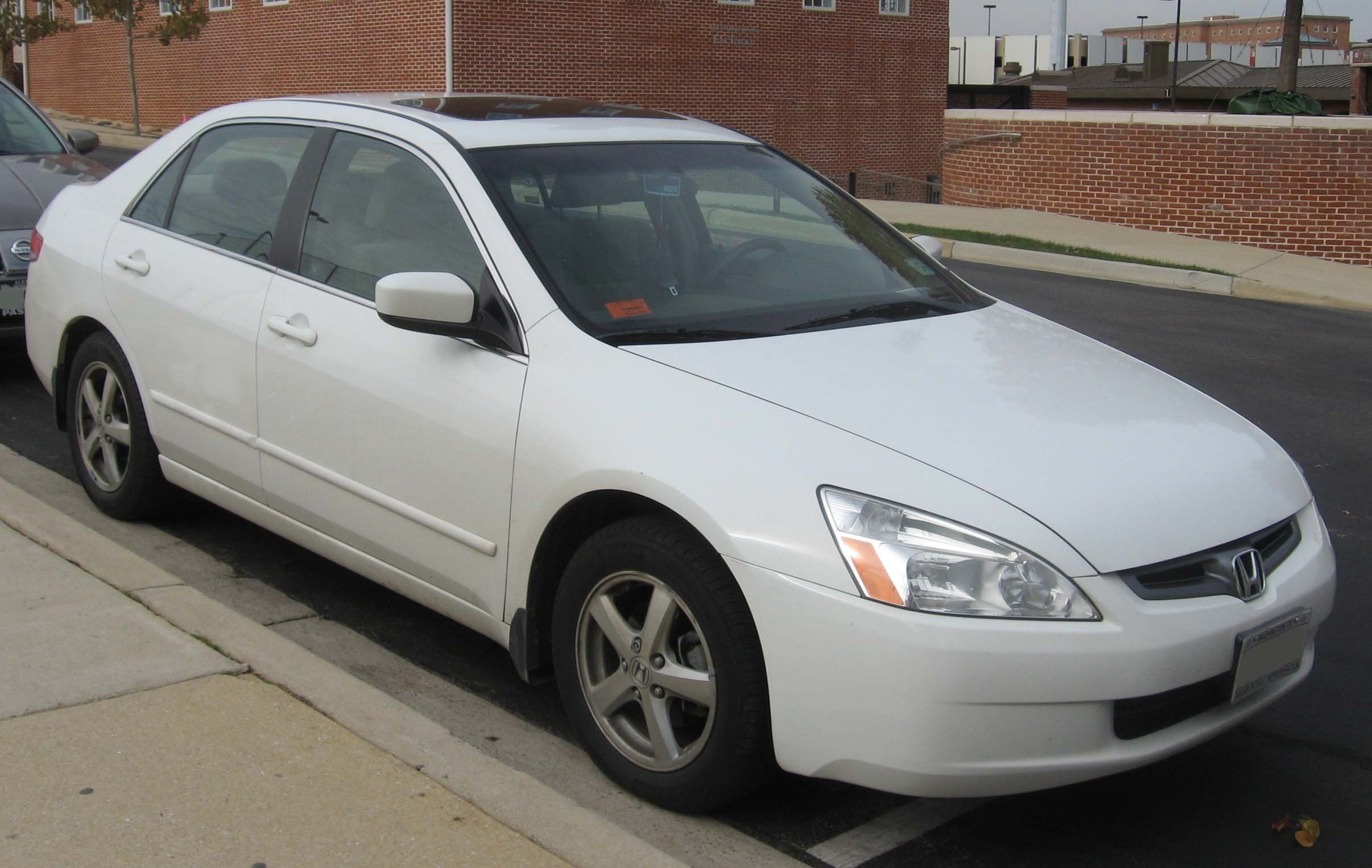
Accord 4p 7e génération US version

Le modèle nord-américain est totalement indépendant du modèle européen et japonais. Il est motorisé par un 4 cylindres 2,4 l de 166 ch, ainsi qu’un V6 3 litres de 244 ch.
À noter que sur le marché nord-américain, l'Accord européenne et japonaise est vendue sous la marque Acura, sous l'appellation de TSX, tandis que l'Accord américaine devient Honda Inspire au Japon.

#### Version hybride

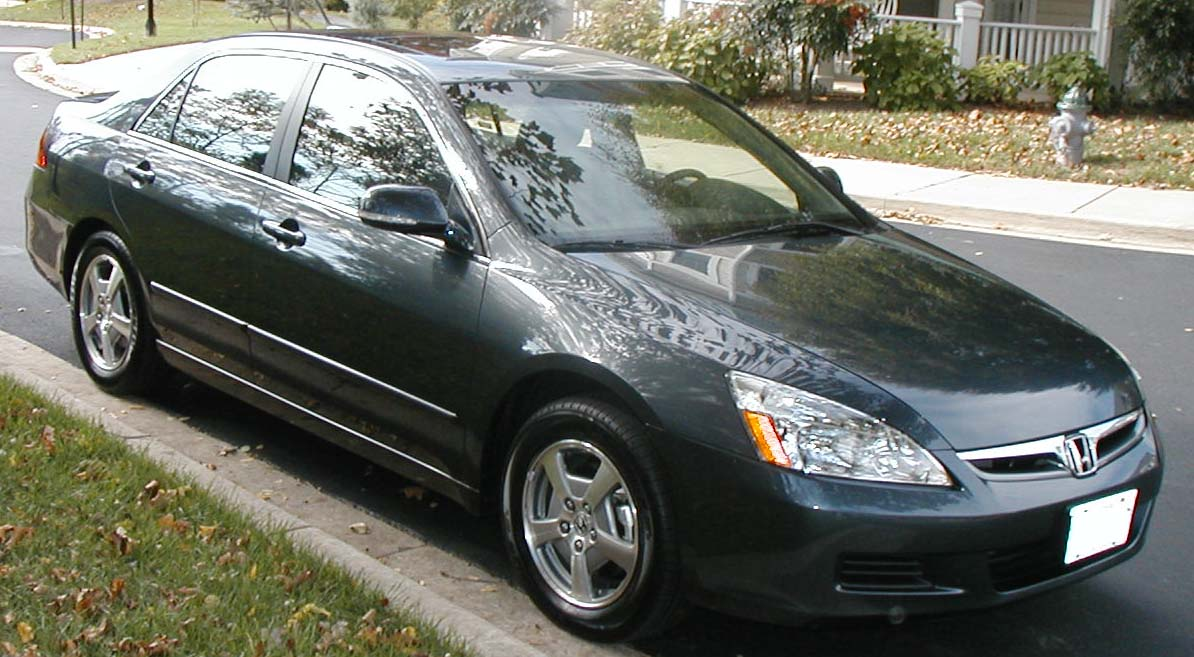
Accord IMA

Honda a lancé une version IMA de sa septième génération d'Accord seulement en Amérique du Nord. Équipée d'un V6 3,0 L essence de 253 ch couplé à un moteur électrique développant 16 ch.

#### Version coupé

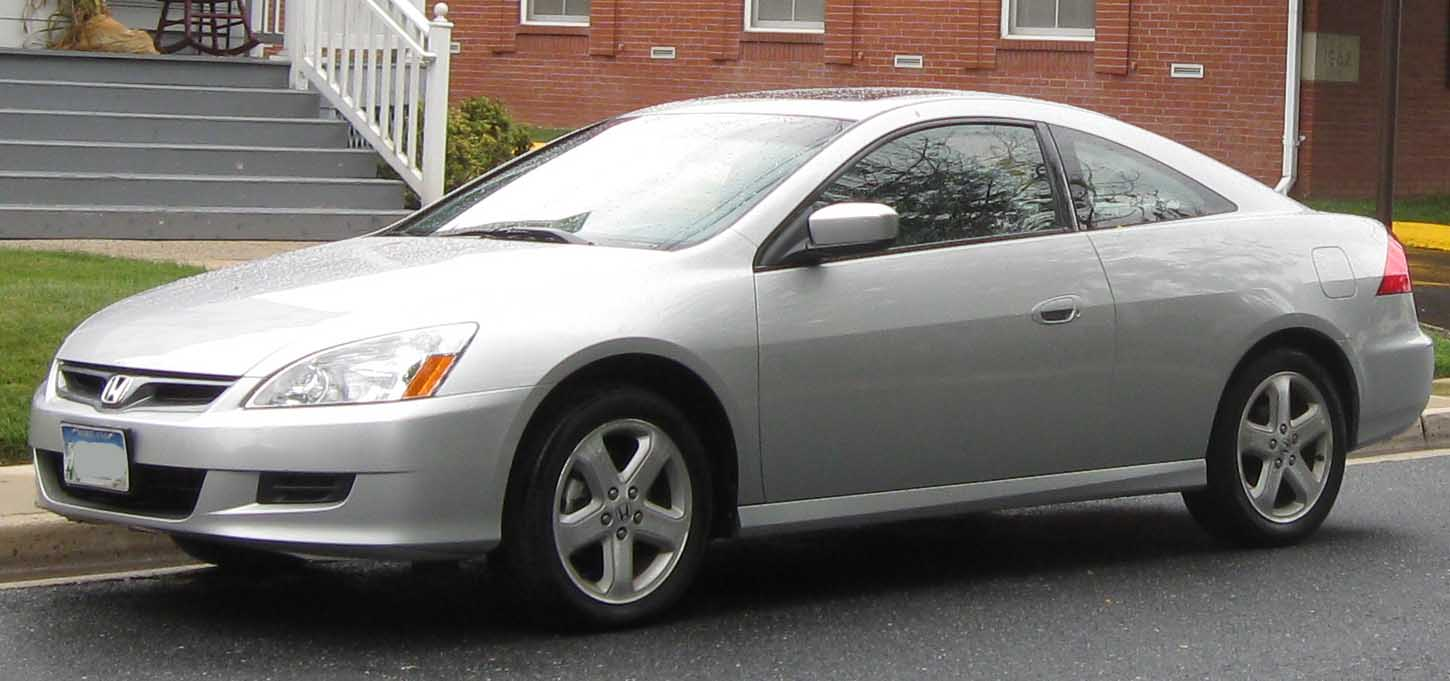
Accord Coupé

L'Accord américaine a aussi bénéficié d'une version coupé, lancée quelques mois après la berline. Cette version coupé est réservée au marché nord-américain, où elle concurrence les Toyota Solara, Nissan Altima Coupé, etc.
| Modèle                | Modèle    | Europe  | Europe  | Europe   | Amérique du Nord | Amérique du Nord | Amérique du Nord | Japon   | Japon   | Japon   |
| --------------------- | --------- | ------- | ------- | -------- | ---------------- | ---------------- | ---------------- | ------- | ------- | ------- |
| Modèle                | Modèle    | 2.0     | 2.4     | 2.2 CTDi | 2.4              | 3.0              | IMA              | 2.0     | 2.4     | Euro-R  |
| Carburant             | Carburant | essence | essence | diesel   | essence          | essence          | hybride essence  | essence | essence | essence |
| Type (1)              | Type (1)  | L4      | L4      | L4       | L4               | V6               | V6               | L4      | L4      | L4      |
| Cylindrée             | cm3       | 1 998   | 2 354   | 2 204    | 2 354            | 2 997            | 2 997            | 1 998   | 2 354   | 1 998   |
| Puissance fiscale     | CV        | 10      | 12      | 8        | -                | -                | -                | -       | -       | -       |
| Puissance             | ch        | 155     | 190     | 140      | 166              | 244              | 269 (253 + 16)   | 152/155 | 160/200 | 220     |
| Couple                | N m       | 190     | 223     | 340      | 217              | 286              | -                | -       | -       | -       |
| Masse (2)             | kg        | 1 350   | 1 402   | 1 477    | 1 418            | 1 518            | -                | -       | -       | -       |
| Conso. normalisée (2) | l/100 km  | 7,8     | 9,0     | 5,5      | -                | -                | -                | -       | -       | -       |
| Vitesse maxi (2)      | km/h      | 217     | 227     | 212      | -                | -                | -                | -       | -       | -       |
| 0–100 km/h (2)        | s         | 9,9     | 8,0     | 9,3      | -                | -                | -                | -       | -       | -       |

(1) L4 : moteur 4 cylindres en ligne / V6 : moteur 6 cylindres en V.
(2) Caractéristiques correspondant à la berline 4 portes équipée d’une boîte de vitesses manuelle.

### Galerie photo

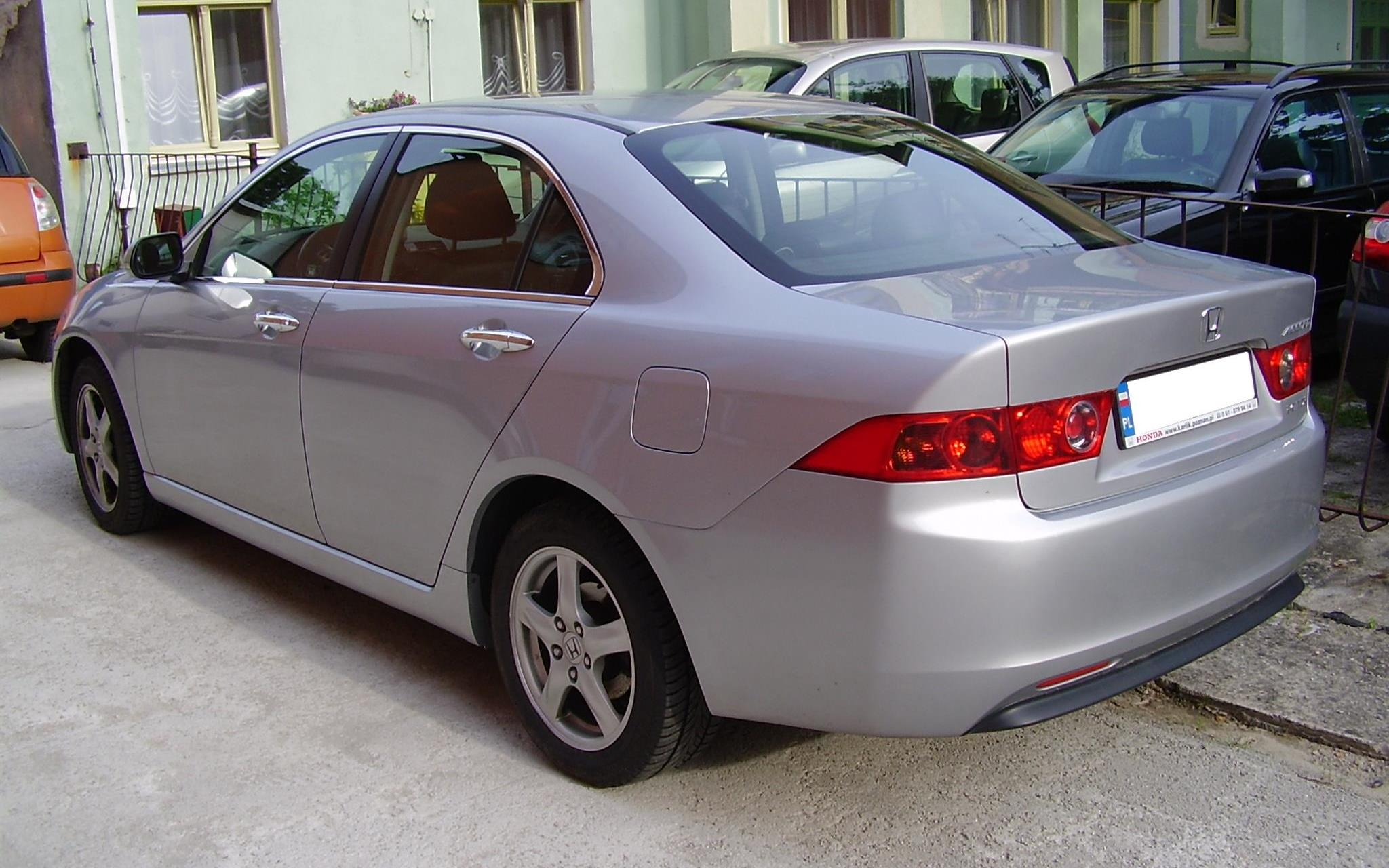
Accord 4p 7e génération version européenne et japonaise.
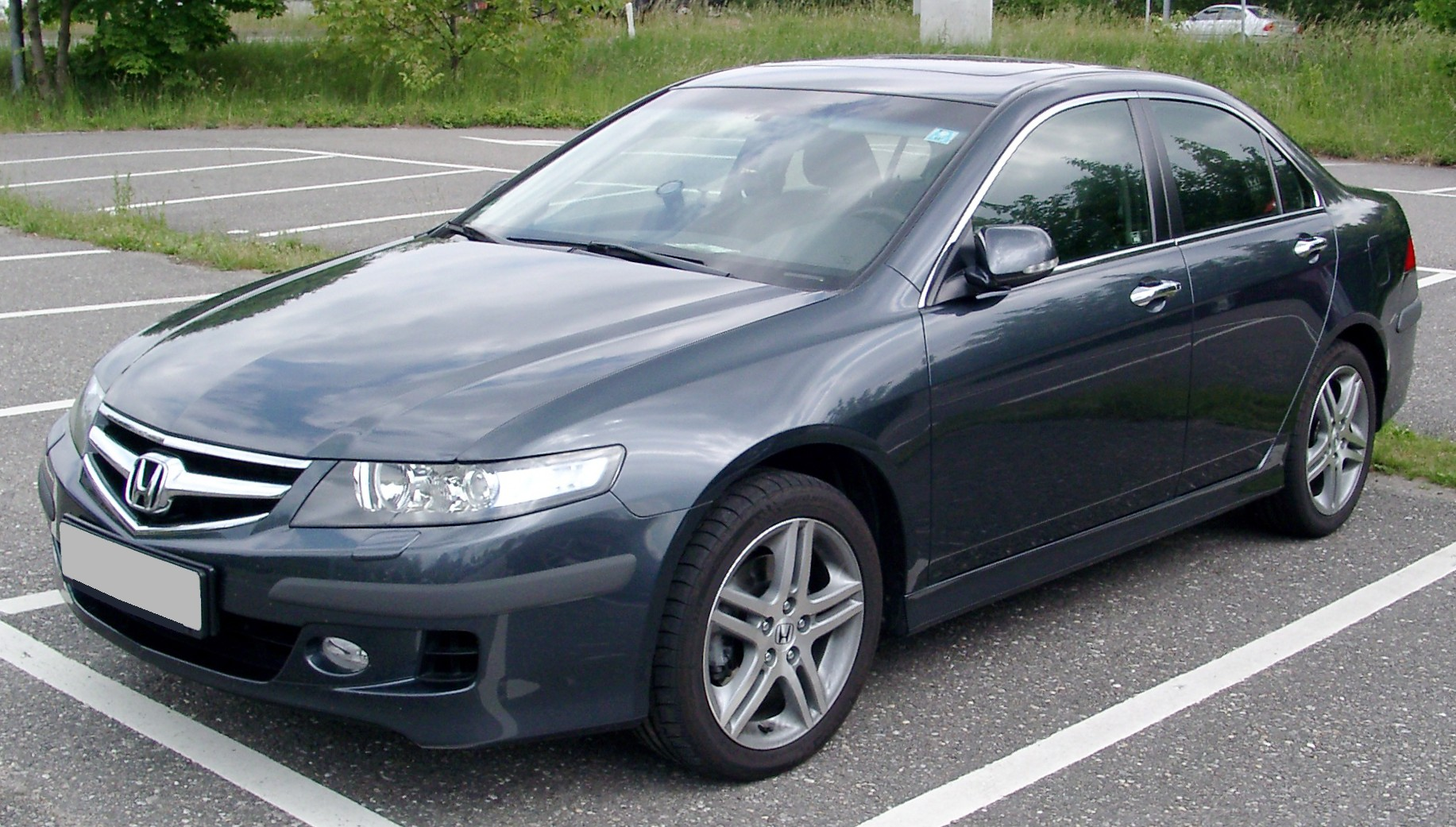
Accord 4p 7e génération version européenne et japonaise.
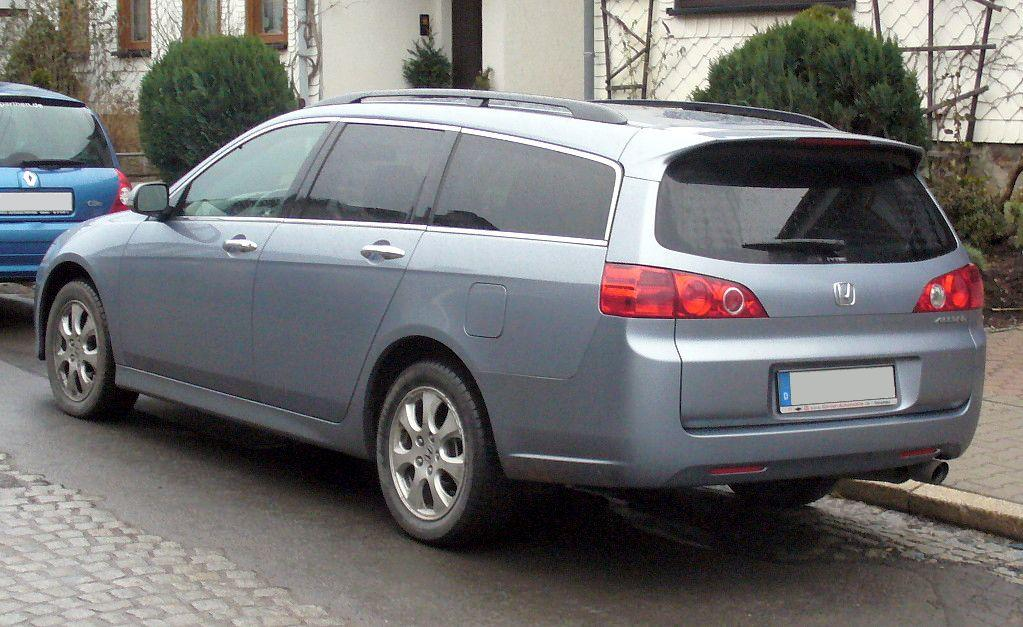
Accord Tourer version européenne et japonaise.
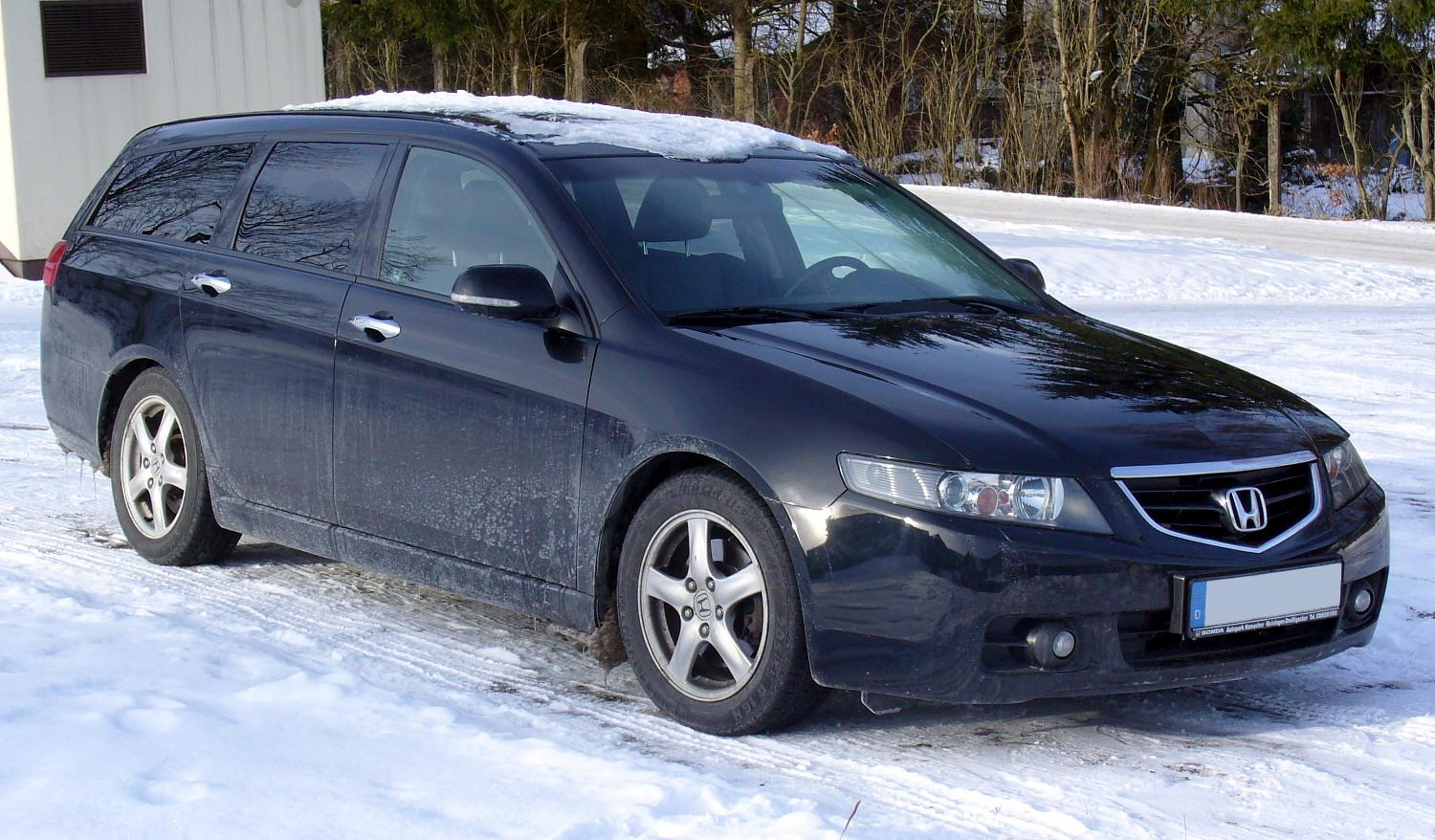
Accord Tourer version européenne et japonaise.
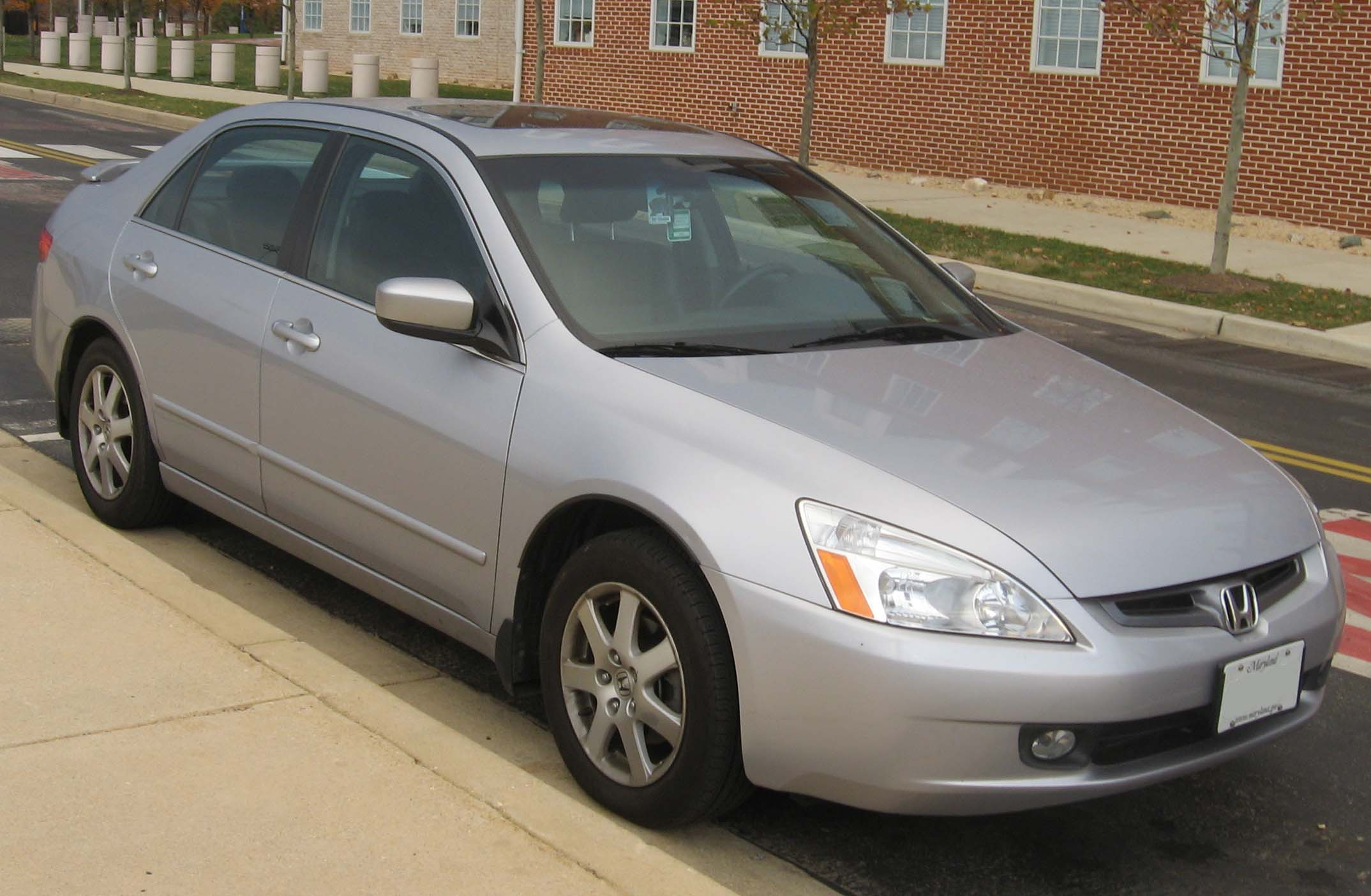
Accord 4p 7e génération version US.
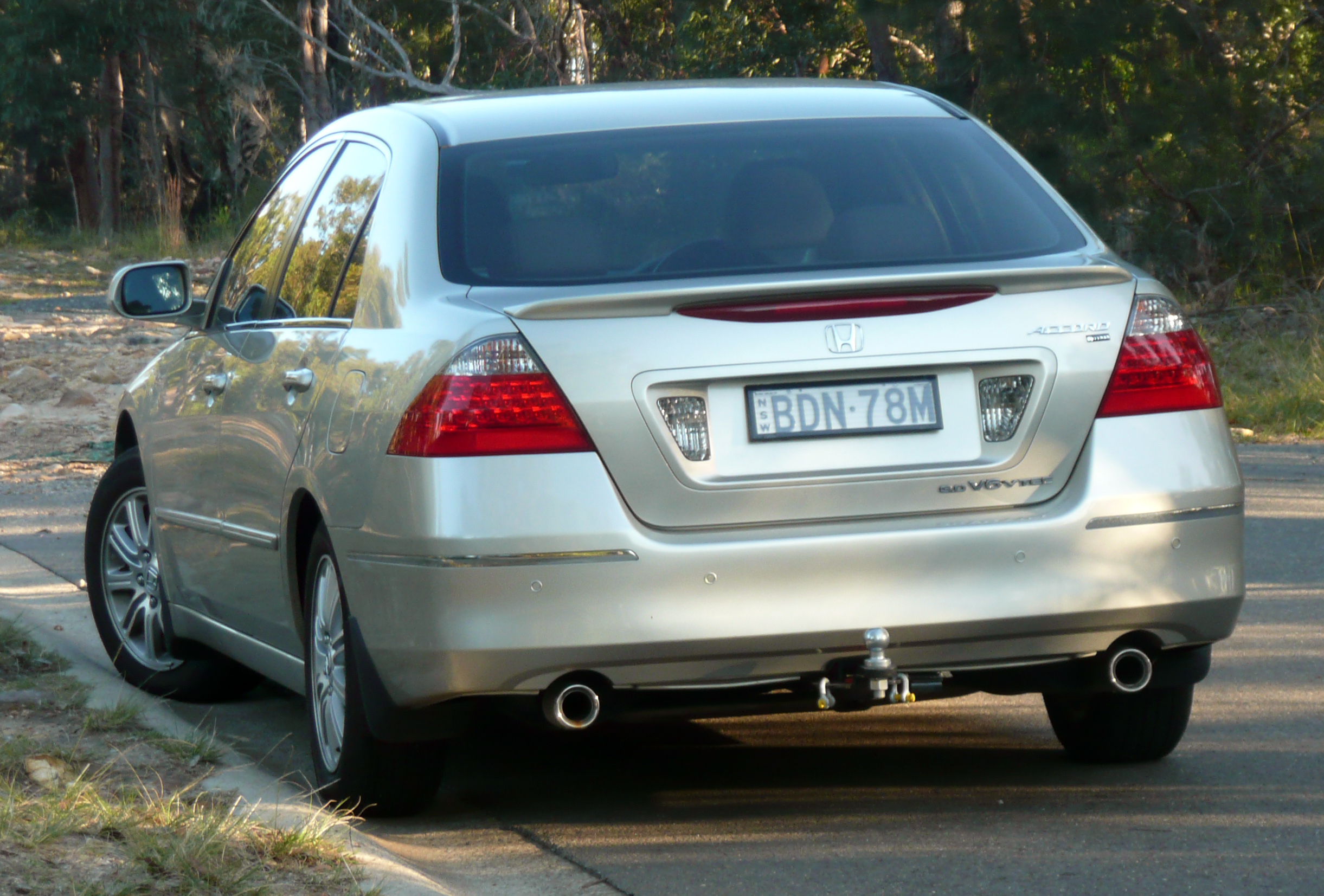
Accord 4p 7e génération version US.
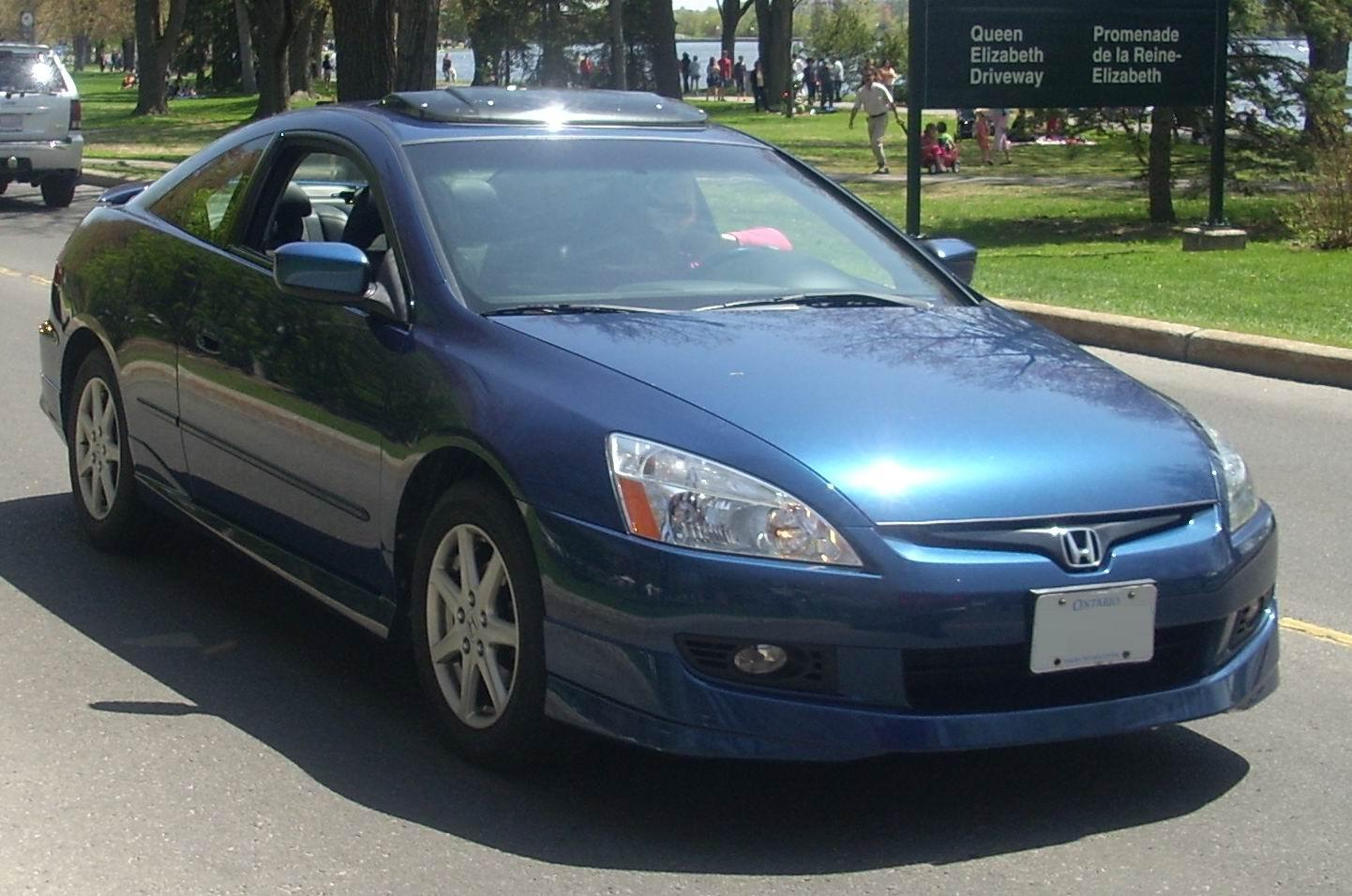
Accord Coupé.
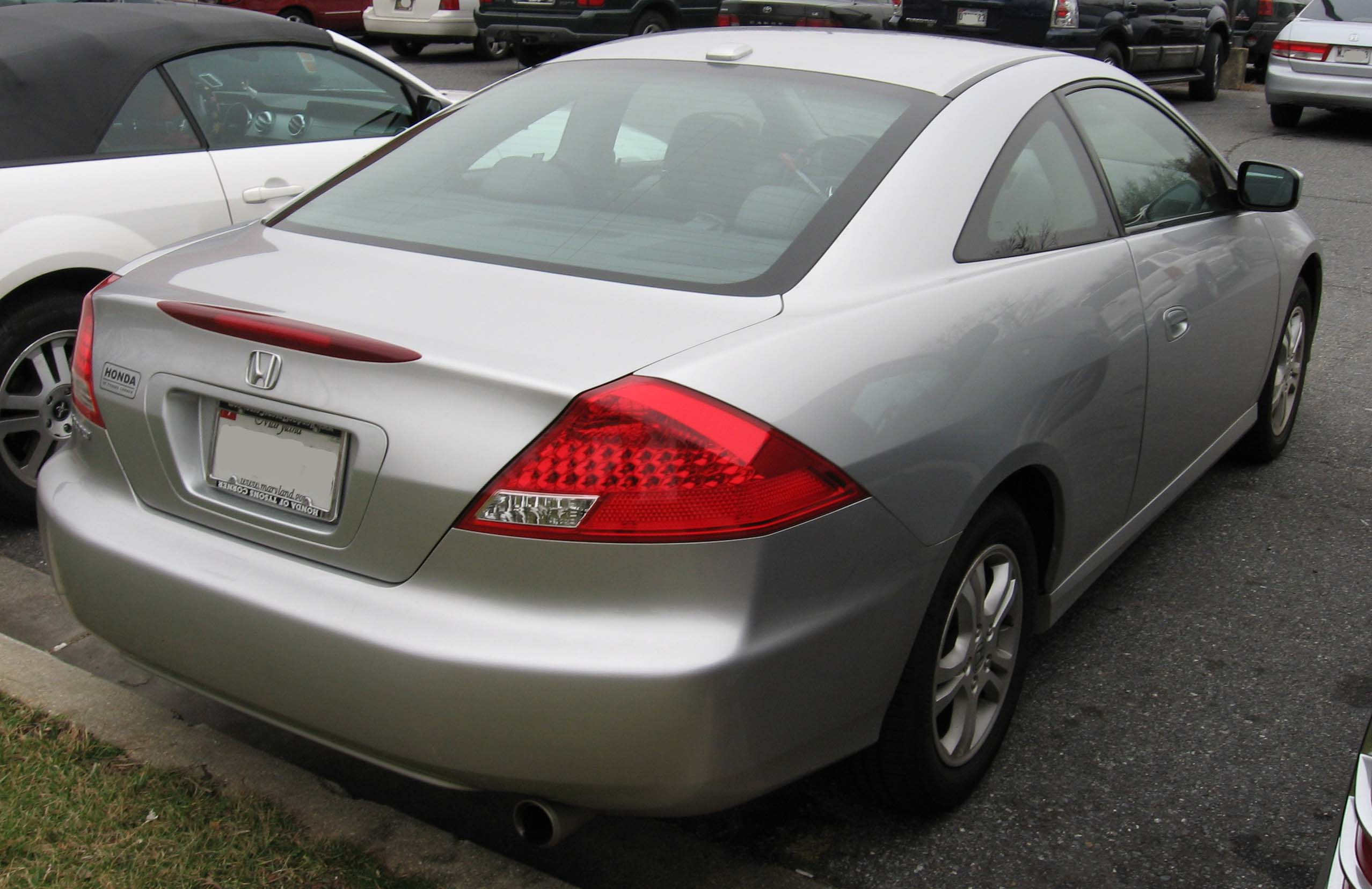
Accord Coupé.

## Huitième génération (2008-2015)

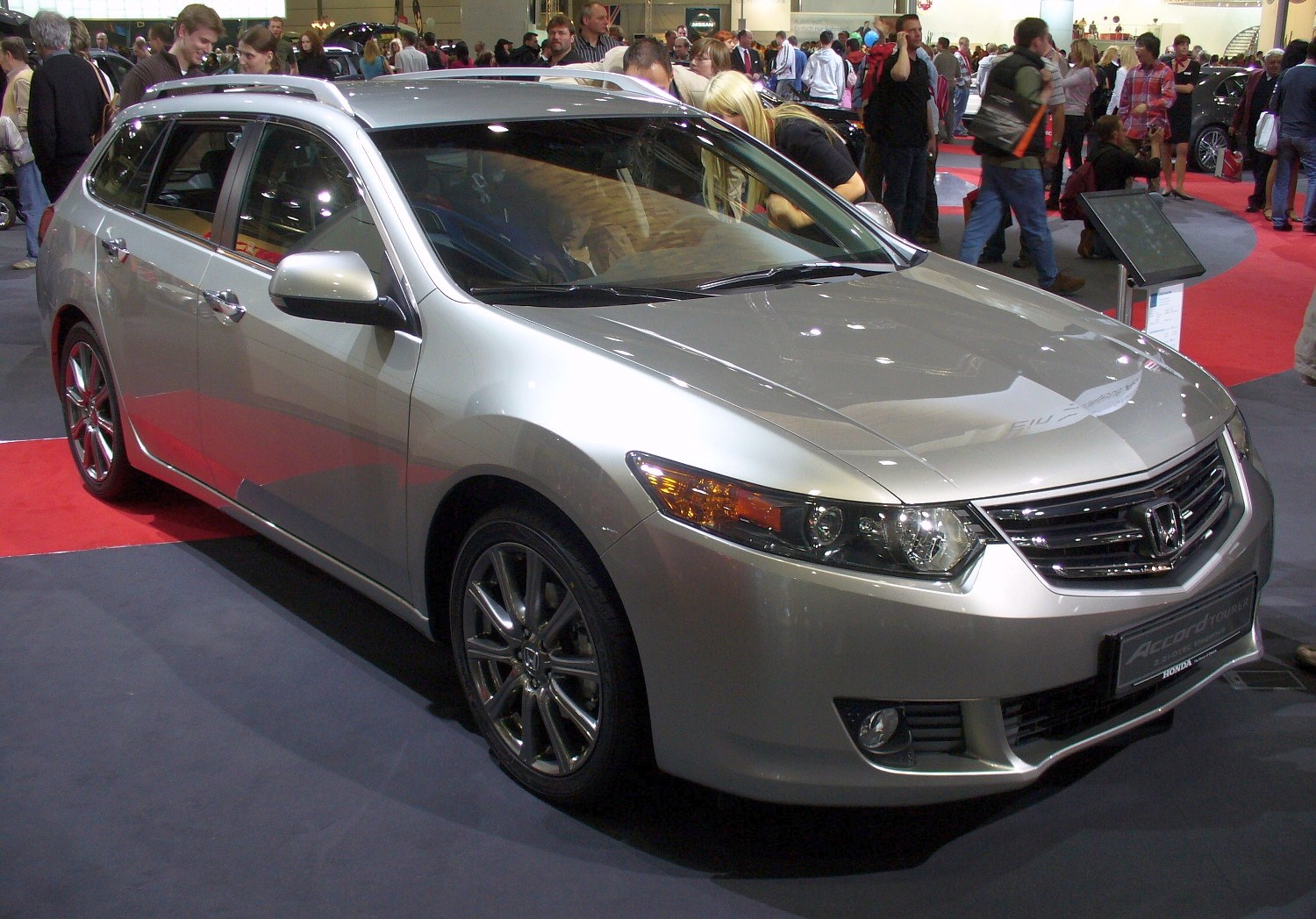
Honda Accord Tourer,
pour l'Europe et le Japon

Comme la septième génération d'Accord, la huitième version diffère totalement selon qu'elle est étudiée aux États-Unis (et destinée principalement à l'Amérique du Nord, à l'Australie et à la Chine - où elle est également produite-) ou si elle est produite au Japon (et qui est alors notamment destinée à l'Europe).
Au Japon, les deux versions coexistent, la version US étant appelée Honda Inspire. Ces deux Accord ne sont livrables qu'en traction ce qui, au Japon, constitue une particularité, la majorité des modèles diffusés sur ce marché proposant aussi des versions à 4 roues motrices.
En Australie également les deux Accord sont proposées, la version vendue en Europe, donc produite au Japon, étant appelée Accord Euro.
Aux États-Unis, la version dite "européenne" reste disponible chez Acura, sous l'appellation TSX. Depuis 2009, elle est livrable en V6 et depuis 2010 en break, alors qu'auparavant seule la berline était diffusée.

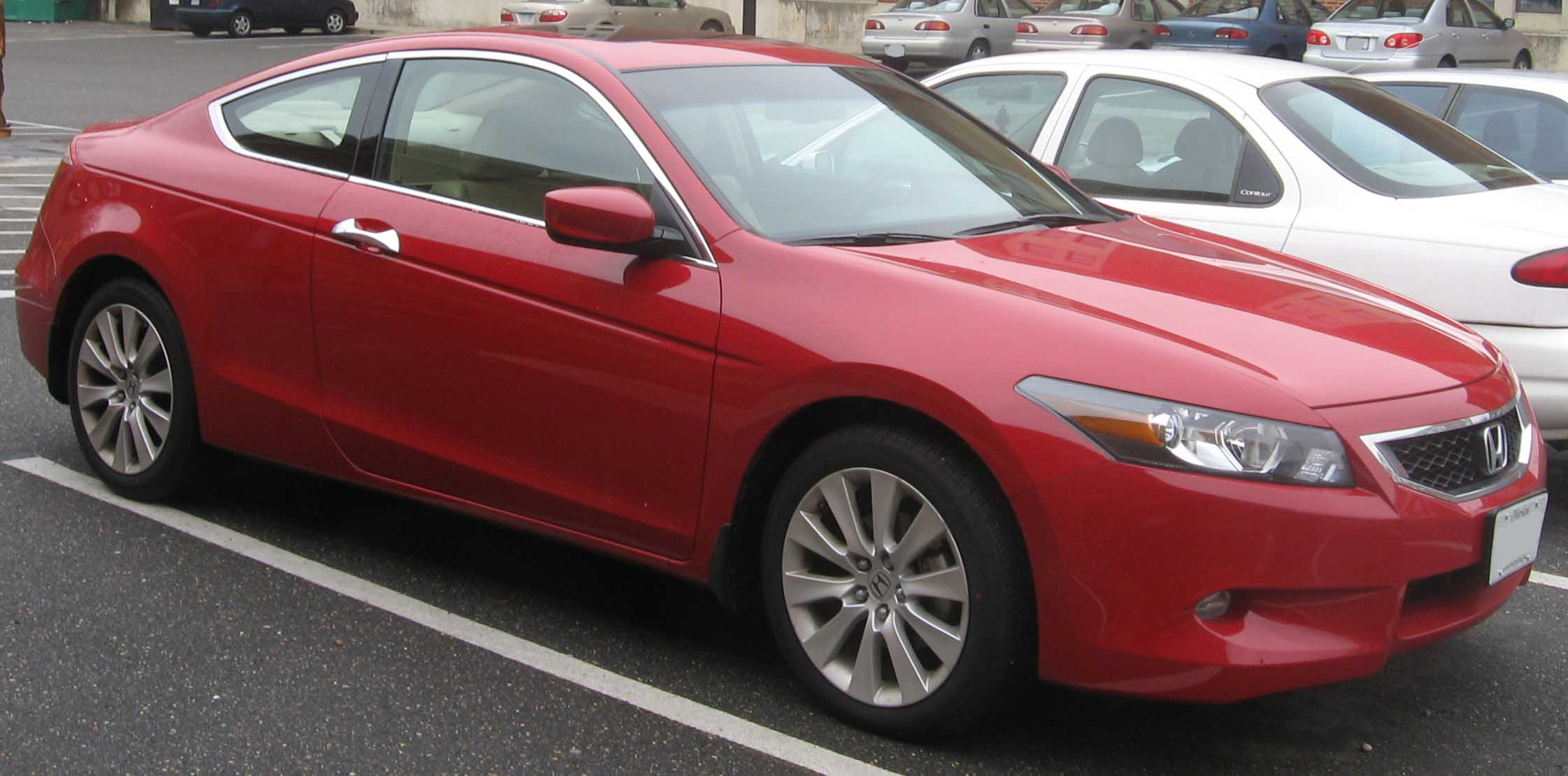
Accord Coupé, États-Unis

Dans tous les cas, la version US ne dispose que de moteurs essence (4 et 6 cylindres) tandis que la version japonaise peut s'équiper d'un diesel, mais alors uniquement destiné à l'Europe.
La huitième génération d'Accord ne dispose pas encore de version hybride, la production débutera en octobre 2013 sur la version américaine, elle disposera d'un V6 de 320 ch et un 40kw de moteur électrique sur le train arrière.
Début 2015, Honda décide d'arrêter la commercialisation de l'Accord en Europe, faute de ventes.

## Neuvième génération (2012 - 2019)
Pour l'Accord de neuvième génération, Honda a nommé Shoji Matsui, qui a travaillé comme ingénieur sur la plate-forme Accord de 1985 à 1996, comme chef de projet principal. Il s'agit du premier véhicule Honda entièrement développé sous l'administration de Takanobu Itō, PDG de la marque.

Honda a dévoilé le concept Accord Coupé au Salon international de l'auto de l'Amérique du Nord en janvier 2012 à Détroit. En août 2012, la société a publié les premiers détails concernant la berline Accord 2013, et les versions de production de la berline et du coupé ont été entièrement dévoilées début septembre 2012.

## Dixième génération (depuis 2017)
La dixième génération de la Honda Accord a été lancée en Amérique du Nord fin 2017, au printemps 2018 en Chine et la production débute en Thaïlande à la fin de cette même année. Cette génération marque une rupture par rapport aux précédentes Accord à différents titres : disparition de la carrosserie coupé, abandon du moteur V6 essence et fin de production au Japon.
Les six variantes hybrides distinctes de l'Accord sont LX, Sport, EX, EX-L, Touring et Sport-L. Moteur Accord quatre cylindres turbocompressé de 1,5 litre développant 192 chevaux et 192 lb-pi de couple. Une boîte de transmission à variation continue (CVT) sera de série sur chaque modèle.

## Ventes en Amérique du Nord[8]
| Année | Ventes USA | Diff.     | Ventes Canada    | Diff.     | Ventes Amérique du Nord | Diff.     |
| ----- | ---------- | --------- | ---------------- | --------- | ----------------------- | --------- |
| 1976  | 18 643     |           | 644              |           | 19 287                  |           |
| 1977  | 75 995     | + 307,6 % | 6 787            | + 953,9 % | 82 782                  | + 329,2 % |
| 1978  | 120 841    | + 59 %    | 10 020           | + 47,6 %  | 130 861                 | + 58,1 %  |
| 1979  | 157 919    | + 30,7 %  | 10 255           | + 2,3 %   | 168 174                 | + 28,5 %  |
| 1980  | 185 972    | + 17,8 %  | 14 007           | + 36,6 %  | 199 979                 | + 18,9 %  |
| 1981  | 172 557    | - 7,2 %   | 20 807           | + 48,5 %  | 193 364                 | - 3,3 %   |
| 1982  | 195 524    | + 13,3 %  | 21 116           | + 1,5 %   | 216 640                 | + 12 %    |
| 1983  | 222 137    | + 13,6 %  | 28 096           | + 33,1 %  | 250 233                 | + 15,5 %  |
| 1984  | 256 650    | + 15,5 %  | 23 243           | - 17,3 %  | 279 893                 | + 11,9 %  |
| 1985  | 268 420    | + 4,6 %   | 26 391           | + 13,5 %  | 294 811                 | + 5,3 %   |
| 1986  | 325 004    | + 21,1 %  | 27 613           | + 4,6 %   | 352 617                 | + 19,6 %  |
| 1987  | 334 876    | + 3 %     | 31 463           | + 13,9 %  | 366 339                 | + 3,9 %   |
| 1988  | 362 663    | + 8,3 %   | 29 186           | - 7,2 %   | 391 849                 | + 7 %     |
| 1989  | 362 707    | =         | 32 181           | + 10,3 %  | 394 888                 | + 0,8 %   |
| 1990  | 417 179    | + 15 %    | 38 112           | + 18,4 %  | 455 291                 | + 15,3 %  |
| 1991  | 399 297    | - 4,3 %   | 35 161           | - 7,7 %   | 434 458                 | - 4,6 %   |
| 1992  | 393 477    | - 1,5 %   | 31 578           | - 10,2 %  | 425 055                 | - 2,2 %   |
| 1993  | 330 030    | - 16,1 %  | 19 832           | - 37,2 %  | 349 862                 | - 17,7 %  |
| 1994  | 367 615    | + 11,4 %  | 22 256           | + 12,2 %  | 389 871                 | + 11,4 %  |
| 1995  | 341 384    | - 7,1 %   | 20 944           | - 5,9 %   | 362 328                 | - 7,1 %   |
| 1996  | 382 298    | + 12 %    | 20 512           | - 2,1 %   | 402 810                 | + 11,2 %  |
| 1997  | 384 609    | + 0,6 %   | 21 312           | + 3,9 %   | 405 921                 | + 0,8 %   |
| 1998  | 401 071    | + 4,3 %   | 25 490           | + 19,6 %  | 426 561                 | + 5,1 %   |
| 1999  | 404 192    | + 0,8 %   | 24 100           | - 5,5 %   | 428 292                 | + 0,4 %   |
| 2000  | 404 515    | =         | 24 635           | + 2,2 %   | 429 150                 | + 0,2 %   |
| 2001  | 414 718    | + 2,5 %   | 28 383           | + 15,2 %  | 443 101                 | + 3,3 %   |
| 2002  | 398 980    | - 3,8 %   | 30 060           | + 5,9 %   | 429 040                 | - 3,2 %   |
| 2003  | 397 750    | - 0,3 %   | 29 609           | - 1,5 %   | 427 359                 | - 0,4 %   |
| 2004  | 386 770    | - 2,8 %   | 25 814           | - 12,8 %  | 412 584                 | - 3,5 %   |
| 2005  | 369 293    | - 4,5 %   | 24 115           | - 6,6 %   | 393 408                 | - 4,6 %   |
| 2006  | 354 441    | - 4 %     | 20 165           | - 16,4 %  | 374 606                 | - 4,8 %   |
| 2007  | 392 231    | + 10,3 %  | NC               |           | 392 231                 |           |
| 2008  | 372 789    | - 5 %     | NC               |           | 372 789                 |           |
| 2009  | 287 492    | - 22,9 %  | NC               |           | 287 492                 |           |
| 2010  | 282 530    | - 1,7 %   | NC               |           | 282 530                 |           |
| 2011  | 235 625    | - 16,6 %  | NC               |           | 235 625                 |           |
| Total | 11 181 194 |           | 723 887 (31 ans) |           | 11 905 081              |           |

NB : Les ventes de l'Accord regroupent celles des versions Sedan (depuis 1979), Hatchback (de 1976 à 1989), Coupé (depuis 1988), Wagon (de 1991 à 1997) et Hybrid (de 2005 à 2007).
Les ventes de l'Accord Crosstour (depuis 2009) ne sont pas prises en compte.

## Récompenses
- Voiture importée de l'année" par Motor Trend pour 1994[11].
- Récipiendaire de Car and Driver's des 10 meilleurs en reconnaissance pour 36 des 40 dernières années[12],[13],[14].
- 2008 "Voiture de l'année" de Drive[15].
- Voiture sud-africaine de l'année 2009[16].
- Les pages consacrées aux voitures JB ont attribué à l'Accord 2008-2011 la meilleure note de sa catégorie, 4 1/2 étoiles[17].
- Voiture canadienne de l'année 2013[18].
- Voiture verte de l'année 2014[19].
- Voiture nord-américaine de l'année 2018[20].
- Voiture canadienne de l'année 2018[21].
- La berline la mieux notée d'Edmunds[22] pour 2020[23].
- Prix du meilleur achat de voiture intermédiaire Kelley Blue Book[24] pour 2021.